# Botschaft des Vereinigten Königreichs in Moskau

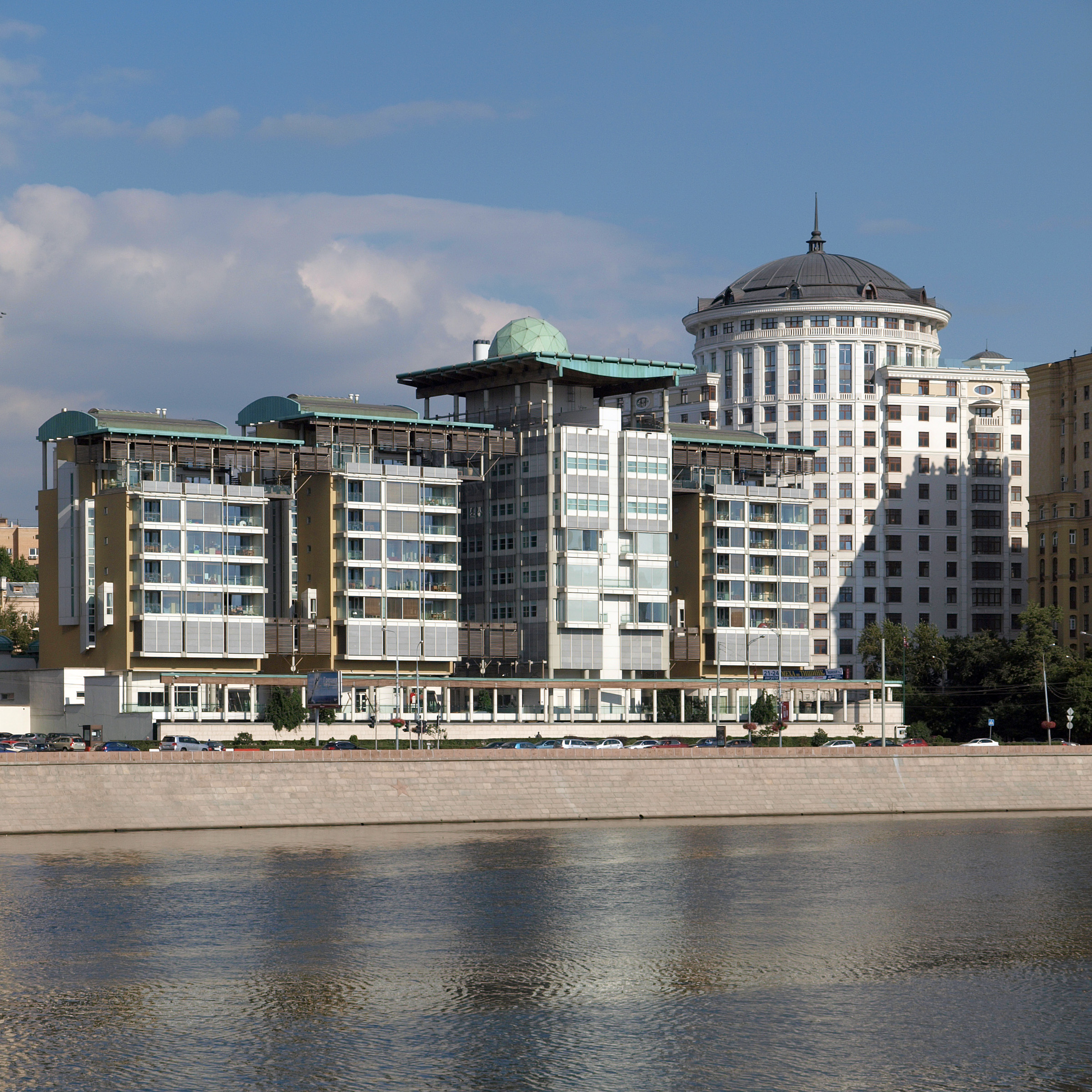
Botschaft des Vereinigten Königreichs in Moskau seit 2000

Die Botschaft des Vereinigten Königreichs in Moskau ist die wichtigste diplomatische Mission des Vereinigten Königreichs in der Russischen Föderation. Sie befindet sich im Stadtteil Arbat von Moskau, am Ufer des Flusses Moskwa. Der aktuelle britische Botschafter ist Nigel Casey. Er löste im November 2023 Deborah Bronnert ab.

## Geschichte

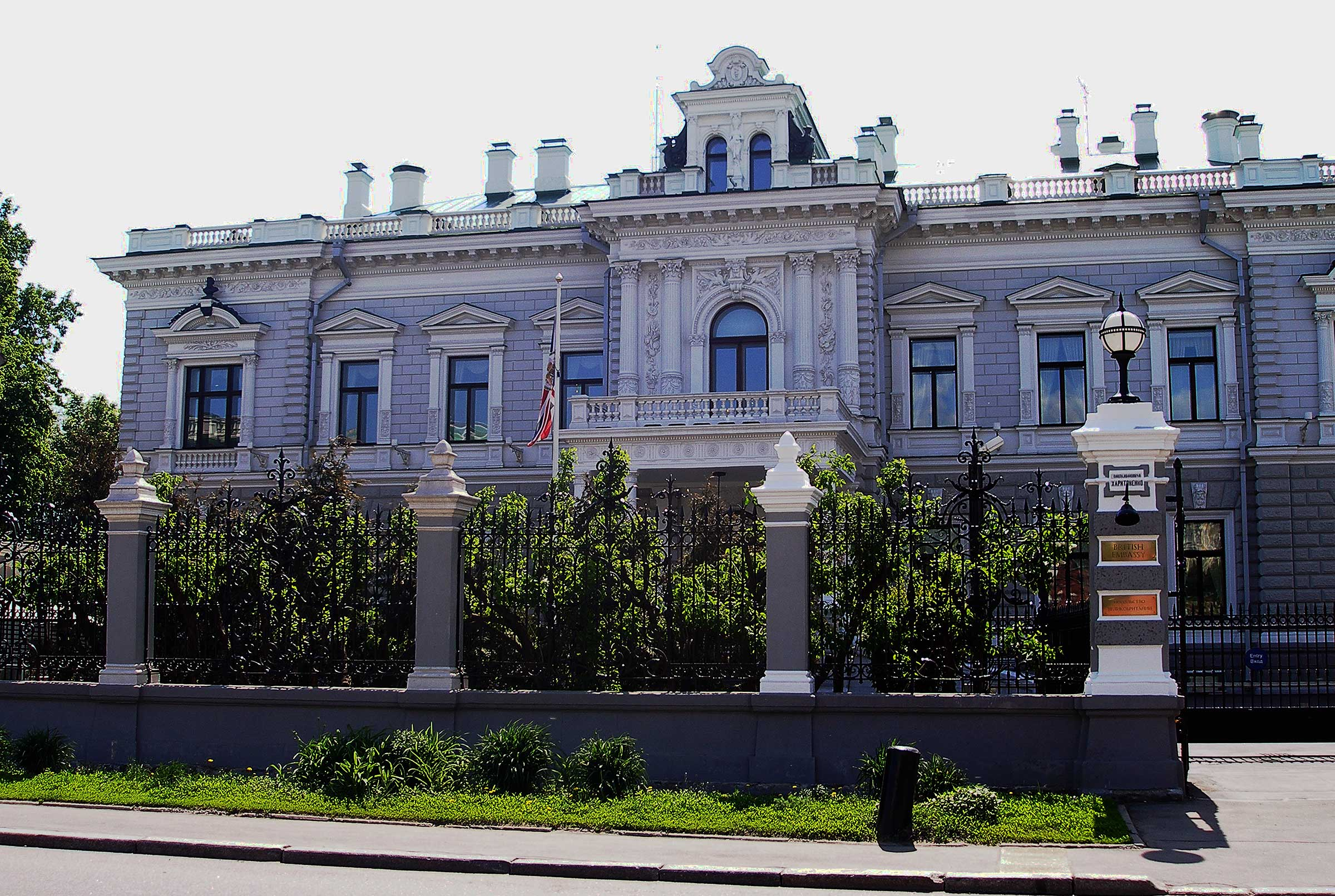
Residenz des britischen Botschafters. Ehemalige Botschaft des Vereinigten Königreichs in Moskau von 1929 bis 2000

Die ursprüngliche britische Botschaft befand sich von 1929 bis 2000 in der ehemalige Villa von Pawlo Charytonenko am Ufer der Moskwa mit Blick auf den gegenüberliegenden Moskauer Kreml. Seit 2000 dient sie ausschließlich als Residenz des britischen Botschafters.
Der heute Standort der Botschaft an der Uferstraße Smolenskaja nabereschnaja 10, bestehend aus einem 0,92 Hektar großen Gelände, wurde der Regierung des Vereinigten Königreichs Mitte der 1960er Jahre angeboten und durch ein im März 1987 unterzeichnetes Abkommen gegen zwei Standorte in London eingetauscht. Die Architekten des 81 Mio. Pfund Sterling teuren Neubaus von der Botschaft waren Ahrends, Burton und Koralek (ABK architects) aus London und Dublin. Eingeweiht und  offiziell eröffnet wurde die Repräsentanz am 17. Mai 2000 und von Anne, Princess Royal. Die Immobilie umfasst Büros für 250 Botschaftsmitarbeiter, 31 Wohnungen für Personal und Einrichtungen für ihre Erholung und Sozialeinrichtungen, einschließlich Schwimmbad und Cafeteria, medizinisches Zentrum und Kindergarten, Werkstätten und Geschäfte sowie überdachte Parkplätze für 85 Autos.
Im Jahr 2007 wurde eine Bronzeplastik von Sherlock Holmes und Dr. Watson des Bildhauers Andrey Orlov auf der Böschung neben der Botschaft errichtet.
Im Juli 2022 benannten die Moskauer Stadtbehörden das Gebiet, in dem sich die Botschaft befindet, von Smolenskaya-Embankment in Platz der Volksrepublik Lugansk 1 um. Die Botschaft erklärte jedoch, dass sie die vorherige Adresse weiterhin verwenden werde.